# Olga Mannstaedt
Olga Mannstaedt (* 5. März 1908 in Witten; † 24. Juni 1992 in Burgebrach) war eine deutsche Politikerin (FDP).
Mannstaedt, geb. Lunke, besuchte das Lyzeum in Witten und anschließend die Höhere Handelsschule in Bochum. Sie arbeitete als Anwaltsbürovorsteherin und selbstständige Haus- und Grundstücksverwalterin. Sie war stellvertretende Vorsitzende des FDP-Bezirksverbands Berlin-Schöneberg und stellvertretende Vorsitzende des Berliner Frauenbunds. Ab 1954 war sie Bezirksverordnete in Schöneberg. Als Nachrückerin von Alfred Günzel war sie von 1955 bis 1959 Mitglied des Abgeordnetenhauses (MdA) von Berlin.